# I. Sarolta ciprusi királynő
I. Sarolta (Karola) (Ciprus, 1442. december – Róma, 1487. július 16.), franciául: Charlotte de Lusignan, olaszul: Carlotta I di Cipro, görögül: Καρλόττα της Κύπρου, latinul: Carola Hierusalem, Cypri et Armeniae Regina, örményül: Շառլոթ Ա Լուսինյան. Ciprusi királynő, címzetes örmény és jeruzsálemi királynő. II. János ciprusi király és Palaiologina Ilona bizánci császári hercegnő lánya. V. István magyar király 8. (generációs) leszármazottja. A Lusignan(-Poitiers)-ház utolsó, törvényes házasságból született tagja volt. A római katolikus vallást követte.

## Élete

### Származása

A Lusignan-dinasztia négyosztatú címere: Jeruzsálemi Királyság (balra fent), Lusignan-dinasztia (jobbra fent), Örmény Királyság (balra lent), Ciprusi Királyság (jobbra lent)

A francia származású és római katolikus vallású Lusignan-ház tagjaként a görög anyanyelvű és ortodox vallású anyja révén a bizánci császárok leszármazottja is volt. Anyja, Palaiologina Ilona II. Theodórosz Palaiologosznak (1394/99–1448), Morea és Misztra despotájának, valamint az olasz származású feleségének, Malatesta Kleofának (–1433), Pesaro úrnőjének volt az egyetlen gyermeke, és az utolsó bizánci császárnak, XI. Konstantinnak volt az unokahúga. Sarolta nagyapja csak pár hónappal „maradt le” arról, hogy bizánci császár lehessen, mert bátyja, VIII. János négy hónappal túlélte. Az ortodox őslakosság, a ciprióták körében azonban így is rendkívül nagy népszerűségnek örvendett ez a házasság, és Sarolta trónöröklése neme ellenére sem volt kevésbé népszerűtlen. Konstantinápoly 1453-as elfoglalásakor sok görög menekültet fogadott be a Ciprusi Királyság és a ciprusi udvar. Sarolta anyanyelve a görög volt. Alacsony termetű és fekete hajú volt, és anyja révén kinézetre keleties vonásokkal rendelkezett. Nevét apai nagyanyja, Bourbon Sarolta ciprusi királyné után kapta. Keresztapja Lusignan Péter, Tripoli címzetes grófja volt, aki Lusignan Jakab és Lusignan Margit fiaként I. Péter ciprusi király anyai unokája volt.

### Trónörökös

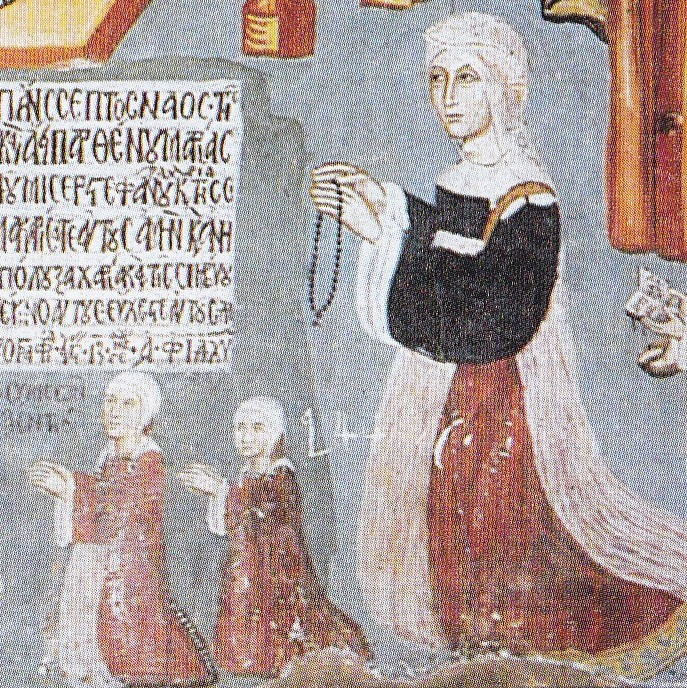
Sarolta az anyjával, Palaiologina Ilona királynéval és a húgával, Kleofa hercegnővel

Miután szülei házasságából csak két lány született, így apja az idősebb lányát, Saroltát jelölte a ciprusi trónra, és amennyire népszerű volt apja keleti házassága, ugyanannyira népszerűtlen volt Sarolta mindkét nyugati házassága.
Elsőként elsőfokú unokatestvérével, apai nagynénjének, Lusignan Anna ciprusi hercegnőnek és I. Lajos savoyai hercegnek az ötödszülött fiával, Savoyai Janusszal jegyezték el, melyhez 1450. április 8-án kapta meg a szükséges diszpenzációt. A házasság azonban ismeretlen okokból nem jött létre, így az első férje a még trónörökös Saroltának János, Coimbra hercege, Avisi Péter portugál régens fiaként I. János portugál király unokája lett 1456. december 21-én. 

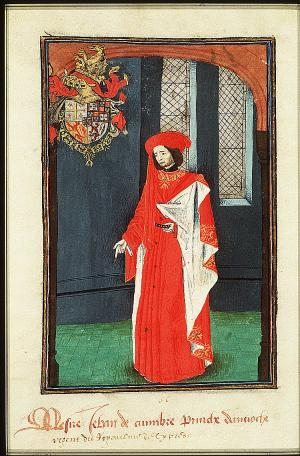
János herceg, Sarolta első férje

János herceg az apai nagynénjének, Izabella portugál királyi hercegnőnek és férjének, III. (Jó) Fülöp burgundi hercegnek az udvarában nevelkedett 1450-től. János portugál infáns anyjának, Aragóniai Izabella urgelli grófnőnek a húga, Aragóniai Johanna (mindkettő II. Jakab urgelli gróf és Izabella aragón infánsnő lánya) volt Sarolta apjának, II. János ciprusi királynak a korábbi jegyese. János herceg az anyja révén IV. (Szertartásos) Péter aragón király dédunokája is volt. A portugál férj azonban a következő évben, 1457. október 7-én Nicosiában, mérgezés következtében meghalt. A királynét, Sarolta anyját gyanúsították a gyilkossággal. „Miután a portugál herceg megérkezett és megülték a menyegzőt, a főhatalmat az ő kezébe helyezték. Megváltoztatták a kormányzás rendszerét, reformokat hajtottak végre a vallási és a világi élet területén, visszaállították az egyházban a római rítust, a királynét és dajkáját pedig megfosztották hatalmuktól. A dajka fia mutatkozni sem mert az új uralkodó színe előtt, ezért Famagustába távozott, s onnét üzente anyjának, hogy ha kedves előtte a maga és fia élete, mérgezze meg a portugált, mert míg az él, az élete nincs biztonságban. Szavai nem tévesztették el céljukat. A méregkeverő asszony – mint hírlik, a királyné egyetértésével – eltette láb alól a kiváló herceget. Ilyenformán tért vissza a korábbi elpuhultság s Heléna gyűlölt uralma. De diadalmasan jött vissza Famagustából a dajka fia is: úgy fogadták, mint urukat, sőt uralkodójukat. Ő pedig csúfot űzött Karlottából, állandóan sértegette, míg ez fivéréhez nem menekült, s el nem panaszolta neki az őt ért sérelmeket, segítséget kérvén tőle. Jakab azután tulajdon kezével ölte meg a mindenkivel kötekedő görög fickót – nem is annyira nővére kedvéért, mint inkább azért, hogy a trónt megszerezhesse –,” A következő év elején, 1458. április 11-én meghalt Ilona ciprusi királyné is, őt viszont állítólag férjének természetes fia, Lusignan Jakab, akit apja, II. János király egyházi pályára szánt, mérgeztette meg bosszúból, mivel a királyné az ő anyjának, a szépséges Patraszi Mariettának féltékenységből levágatta az orrát. Sarolta apja csak pár hónappal élte túl feleségét, és 1458. július 26-án II. János is meghalt.

## Ciprus királya

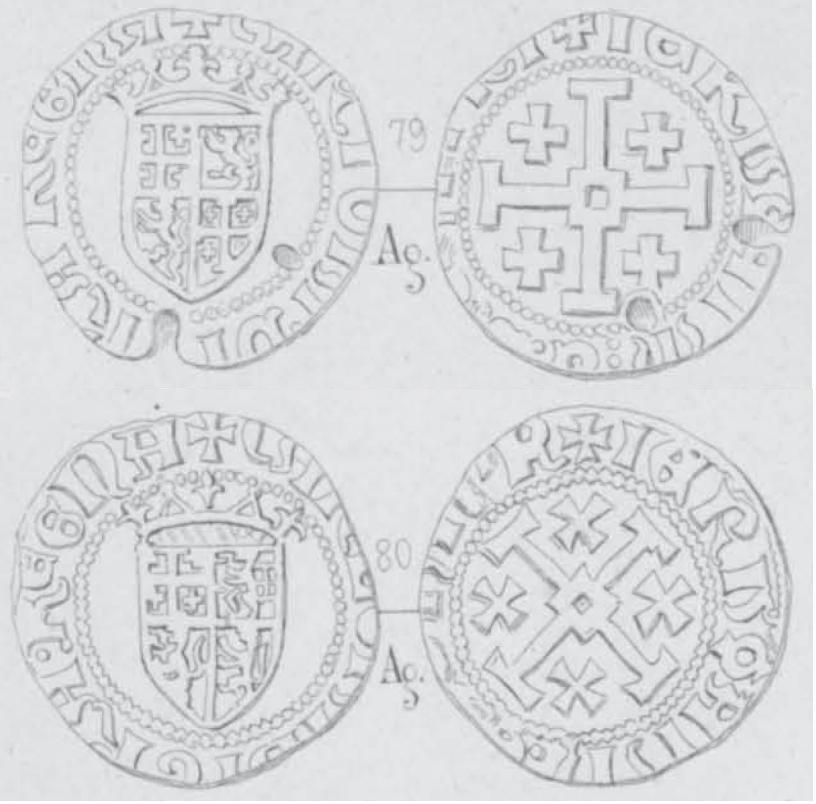
Sarolta ezüst pénzérméje: 1458–1460, elején: a koronás Lusignan-címer, rajta a latin felirat: CARLOTA D(E)I GRA(CIA) REG(I)NA. Hátoldalán: a Jeruzsálemi Királyság címere, a felirat: IERVZALM E D CHIPR. (Sarolta, Isten kegyelméből Jeruzsálem és Ciprus királynője. Átmérője 25 mm, súlya 3.96 gr.

### Koronázása
Sarolta az apja halála után minden nehézség nélkül foglalta el a trónt, és az ország lakosainak, nemeseinek közös egyetértésével és a legmagasabb egyházi méltóságok közreműködésével 1458. október 15-én Nicosiában Ciprus, Örményország és a Jeruzsálemi Királyság koronáival királlyá kenték és megkoronázták a három ország együttes királyává.

### Második házassága

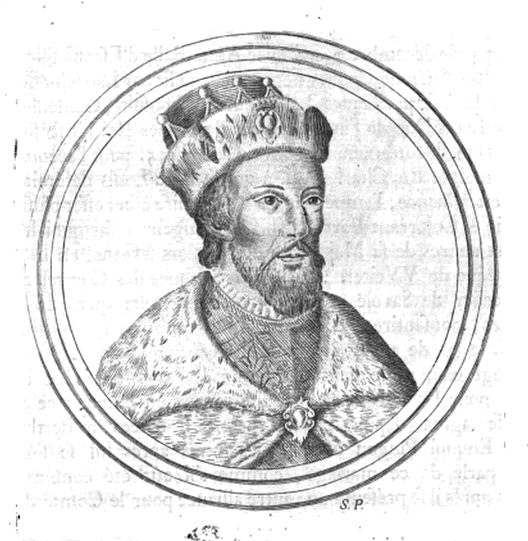
Savoyai Lajos, Sarolta második férje, 1778-as ábrázolás

Sarolta másodszorra az első unokatestvérét, Savoyai Lajost választotta férjéül. A házasság annak ellenére, hogy az új férj Sarolta nagynénjének, Lusignan Anna ciprusi királyi hercegnőnek, I. Janus ciprusi király lányának volt a fia, Lajos nyugati származása miatt nem volt népszerű az országban, és nem volt jó döntés a királynő jövője szempontjából. 1459. október 4-én tartották meg az esküvőt Nicosiában, viszont három nappal később nem akadt egy főpap sem, aki megkoronázta volna Lajos királyt, mert mindegyik alkalmatlannak minősítette önmagát. Ez világosan jelezte az elégedetlenséget a kormányzattal szemben. Sarolta kezdeti népszerűsége a mélypontra zuhant. Végül egy alacsony rangú pap végezte el a szertartást, és koronázta királlyá 1459. október 7-én Nicosiában Lajost. Sarolta féltestvérét, Fattyú Jakabot arra kényszerítették, hogy elhagyja az országot, aki az egyiptomi szultánhoz menekült, aki Ciprus hűbérura volt ebben az időben. Al-Asraf Ínál szultán támogatásáról biztosította Sarolta bátyját, és egyiptomi katonai segítséggel 1460. szeptember 18-án kikötött Famagustában, és 1460. szeptember 26-án elfoglalta Nicosiát. A királynő és támogatói Kyreniába szorultak vissza. Sarolta 1461 szeptemberében végleg elhagyta Ciprust, ahova soha többet nem térhetett már vissza. Először Rodoszra menekült, ahova 1461. október 14-én érkezett meg.

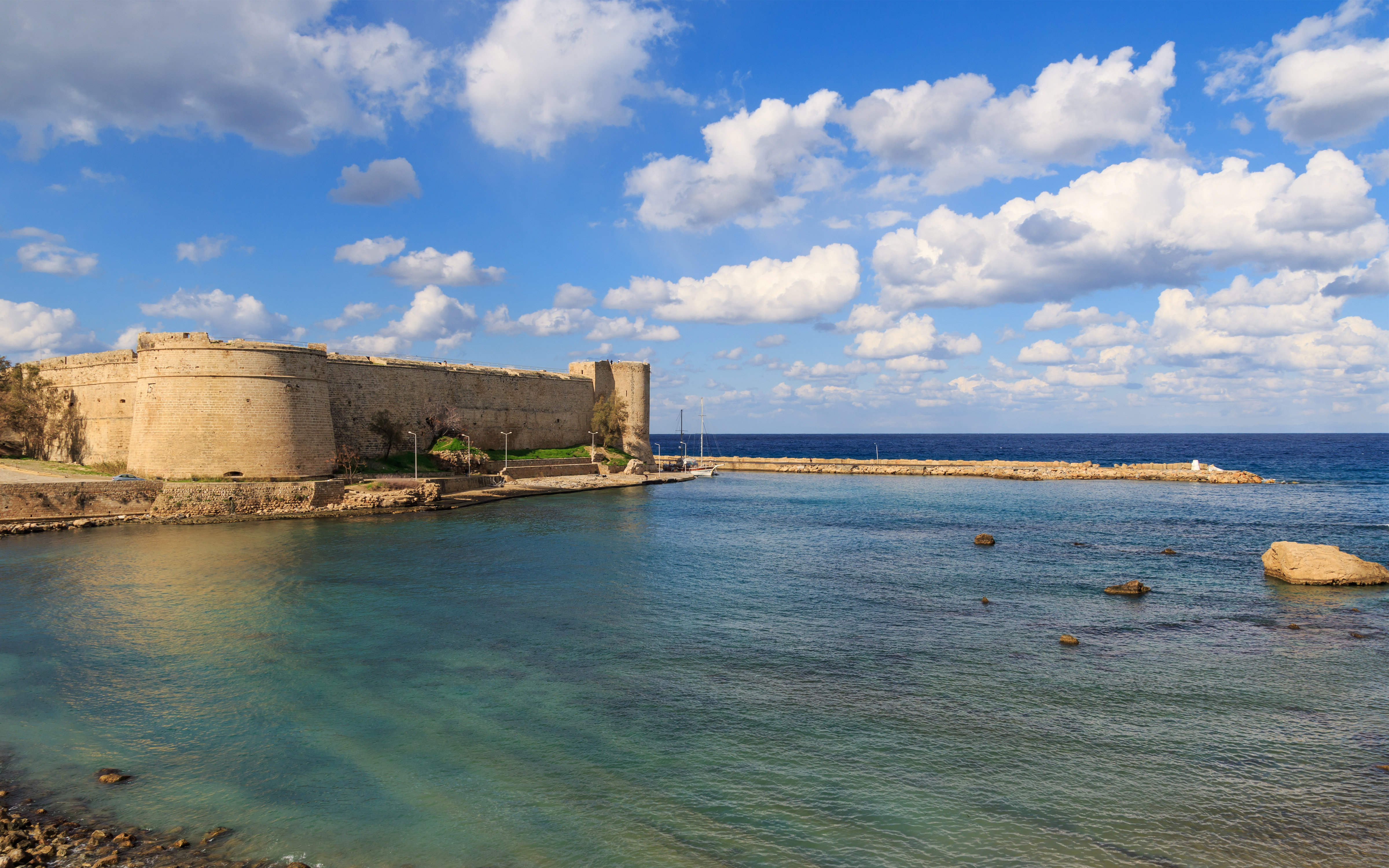
Kyrenia vára

Hívei még 1464-ig kitartottak Kyreniában. Sarolta továbbra sem adta fel a reményt, hogy visszatérhet a trónra. 1461. november 5-én már Rómában volt II. Piusz pápánál, amikor is menlevelet (salvus conductus) kért a Firenzébe való átutazáshoz, hogy eljuthasson férje családjához, Savoyába. II. Piusz pápa feljegyzéseiben megörökítette ezt a találkozót: „Karlotta, férjét hátrahagyva, ismét elment Rhodusra, majd megelégelve a viszontagságokat, elhajózott nyugat felé. A Tevere torkolatához érkezvén elhatározta, hogy fölkeresi Rómát és Krisztus helytartóját. [...] Szállást a pápai palota egyik elkülönített szárnyában rendeztette be, ahol bőkezűen gondoskodott a királyné és kísérete ellátásáról. Az asszony huszonnégy esztendősnek látszott; közepes termetű, vidám tekintetű, arcszíne átmenetet képez a barna és a fehér között, s nincs híján a bájnak. Szava nyájas és áradó, mint általában a görögöké. Öltözete franciás volt, királyi vérhez méltó. Első találkozásukkor csókkal illette Piusz lábát, s csak néhány szót szólt. Másnap azonban, amikor szűkebb körben találkozott a főpásztorral, a következő beszédet mondotta el tolmács segítségével: – Úgy hiszem, Szentatya, nem ismeretlen előtted házunk szerencsétlen sorsa.” Savoyában azonban nem üdvözölték kitörő örömmel: „Itt ugyanis görbe szemmel, sötét tekintettel, keserű, sőt kemény szemrehányásokkal fogadták. – Miért jöttél hozzánk ilyen körülmények közepette? – mondta apósa. – Tisztességes dolog-e, hogy egy fiatal feleség férjét elhagyva napkeletről napnyugatra hajókázzék, s annyi sok helyen vendégeskedjék? [...] Az anyós-nagynéni szavai sem voltak kedvesebbek. Ezért azután a szerencsétlen királyné szomorúan adta föl minden reményét, s Mantovát meg Velencét érintve visszahajózott Rhodusra. Nem volt bátorsága továbbmenni Franciaországba miután Szavojában kóstolót kapott az ultramontán uralkodók bőkezűségéből és nagylelkűségéből.”

### Utódlás

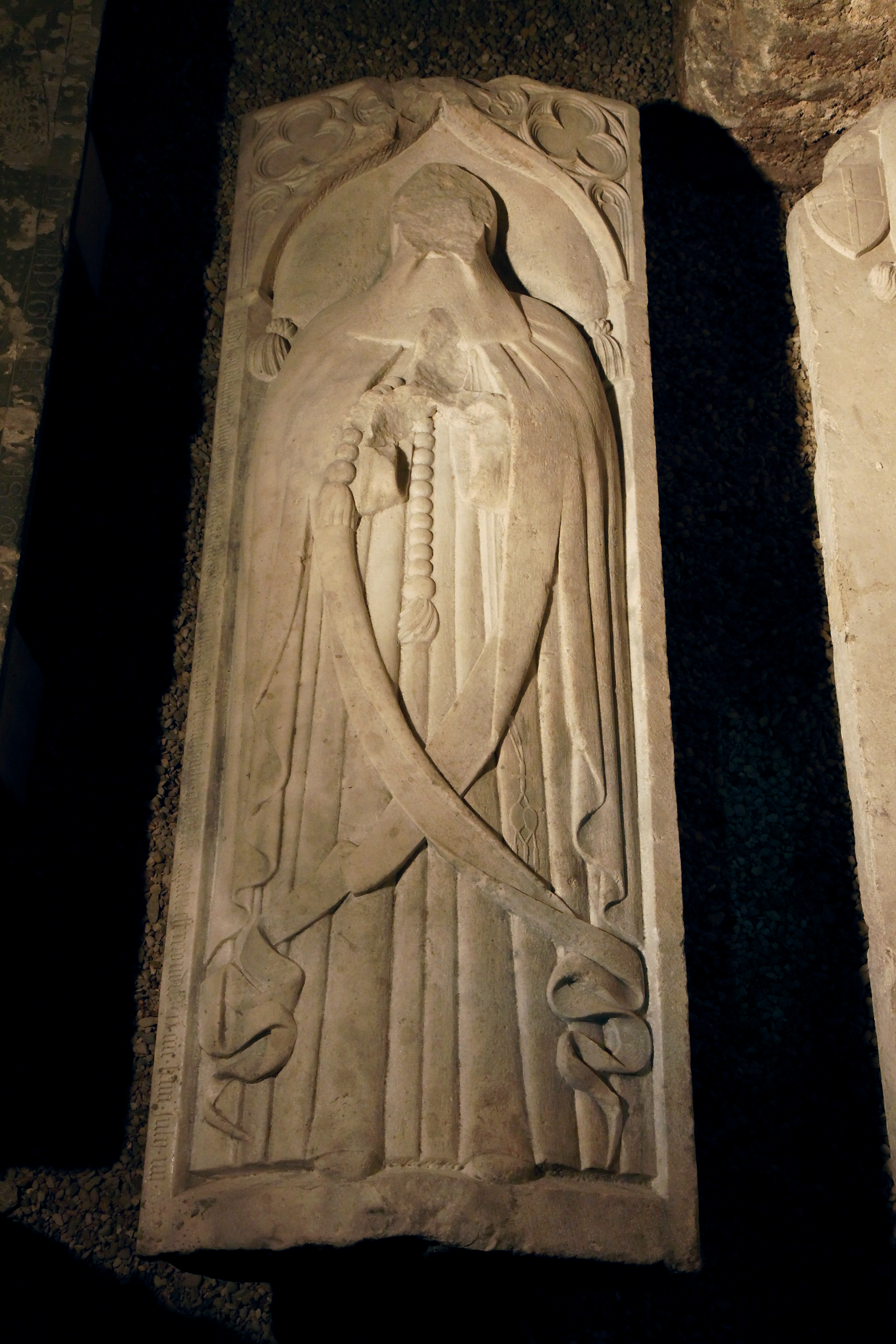
Jacques de Milly johannita nagymester és Hugó (Henrik) herceg közös sírja

Sarolta királynő 1464-ben Rodoszon szülte meg egyetlen gyermekét, egy kisfiút, akit Hugónak vagy Henriknek kereszteltek, azonban a születése után nem sokkal meghalt. A királynő Rodoszról címzett 1464. szeptember 3-ai levelében tudósította a férjét a fiuk haláláról. Sarolta ebben a levélben úgy fogalmazott, hogy ő „a legelhagyatottabb nő a világon, megfosztva a férje társaságától, a törvényes fiú reményében csalódva”. A kis herceg holttestét a három évvel korábban elhunyt nagymester, Jacques de Milly (–1461) sírjában temették el 1464. július 4-én. Mivel több gyermeke nem született, így elég kis reménye maradt a visszatérésre a trónöröklés megoldatlansága miatt. Éppen ezért 1473-ban örökbe fogadta támogatás fejében I. Ferdinánd nápolyi királynak, Aragóniai Beatrix magyar királyné apjának számos házasságon kívül született gyermekei közül Aragóniai Alfonzot (1460–1510), és eljegyezte trónbitorló bátyjának, II. Jakabnak egyik házasságon kívül született lányával, Lusignan Karolával (Charlotte) (1468–1480), hogy a dinasztia folytonossága fennmaradjon, és így látogatta meg Ciprus hűbérurát az egyiptomi szultánt, hogy hozzájáruljon a trónváltozáshoz és Sarolta visszatéréséhez. Kairóban találkozott a királynő al-Asraf Kájitbáj szultánnal 1473-ban, ahova elkísérte a mostohafia és örököse is. A szultán elviekben támogatásáról biztosította Saroltát, és nem zárkózott el Sarolta újbóli trónra ültetésétől, de amíg a királynő unokahúga nem volt Sarolta kötelékében, addig nem lehetett a tervet végrehajtani. Sarolta ellenfelei pedig gondoskodtak róla, hogy ebből a házasságból ne legyen semmi, és a kislány padovai fogságban halt meg 1480-ban.

### Rómában

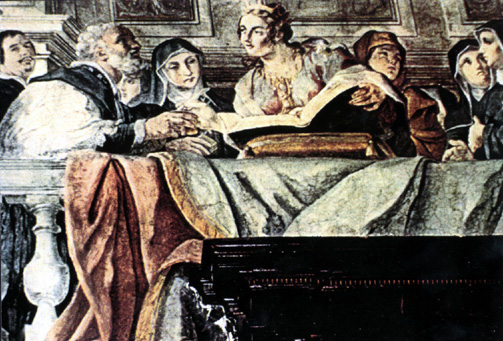
Sarolta királynő (középen) Rómában a pápánál könyvbe ír, freskó, Szent Lélek templom (Santo Spirito in Sassia), Róma

Sarolta királynő az egyiptomi szultán mellett a pápa támogatását is kereste, ezért 1474-ben Rómába látogatott IV. Szixtusz pápához, míg férje visszatért Savoyába. A pápa szintén támogatásáról biztosította a királynőt, de konkrét segítséget ő sem adott. Saroltát mindvégig kitüntető figyelemben részesítették, és megadták a rangjához méltó tiszteletet, de a száműzött királynő nem ért célt itt sem, viszont Rómában új otthonra lelt. Közben meghalt mind a bátyja, II. Jakab 1473-ban, és annak egyetlen törvényes örököse, III. Jakab ciprusi király 1474-ben, és velencei támogatással trónra került sógornője, Cornaro Katalin 1474-ben. A Velencei Köztársaságnak azonban csak addig kellett a bábkirálynő, míg élt Sarolta, hogy így leszereljék a hazafias ciprusiakat, felmutatva a másik „legitim királynőt” Saroltával szemben.

### Halála
1482 augusztusában meghalt a férje, Savoyai Lajos király, akivel már régóta különéltek. Sarolta 1485-ben rendelkezett örökségéről, és a házassági szerződésének megfelelően a Savoyai-házra hagyta azt a trónt, amelyen már hosszú ideje nem ülhetett, de a Savoyai-örökösök nem az ő és férje leszármazottai voltak, ahogy a házasságkötésekor még meglehetett erre minden reménye. Rómában halt meg 1487. július 16-án, és a Szent Péter-bazilikában helyezték végső nyugalomra királynőnek kijáró tisztelettel és szertartással. Cornaro Katalint másfél év múlva, 1489-ben elmozdították trónjáról, ezzel Ciprus elvesztette függetlenségét, és velencei uralom alá került 1571-ig, amikor pedig az oszmán megszállás hosszú évszázadai következtek.

## Gyermekei
- Első férjétől, Portugáliai János (1431–1457) coimbrai hercegtől, Avisi Péter portugál régens fiaként I. János portugál király unokájától, nem születtek gyermekei
- Második férjétől, Savoyai Lajos (1436–1482) iure uxoris ciprusi királytól, Genf grófjától, 1 fiú:
  - Hugó (Henrik) (Rodosz, 1464 – Rodosz, 1464. július 4. előtt) ciprusi királyi herceg és trónörökös
- Örökbe fogadott fiú:
  - Alfonz (1460–1510) ciprusi királyi herceg és trónörökös, I. Ferdinánd nápolyi király természetes fia, jegyese Lusignan Karola (1468–1480) ciprusi királyi hercegnő, II. Jakab ciprusi király természetes lánya

## Családfa
| I. Janus ciprusi király * 1374/5 † 1332. VI. 28. | I. Janus ciprusi király * 1374/5 † 1332. VI. 28. |                                                          |                                                          | Bourbon Sarolta * 1388 † 1422. I. 15. | Bourbon Sarolta * 1388 † 1422. I. 15. |  |  | II. Theodórosz moreai despota * 1394/9 † 1448. VI. 26. | II. Theodórosz moreai despota * 1394/9 † 1448. VI. 26. |                                           |                                           | Malatesta Kleofa * ? † 1433 | Malatesta Kleofa * ? † 1433 |
|                                                  |                                                  |                                                          |                                                          |                                       |                                       |  |  |                                                        |                                                        |                                           |                                           |                             |                             |
|                                                  |                                                  |                                                          |                                                          |                                       |                                       |  |  |                                                        |                                                        |                                           |                                           |                             |                             |
|                                                  |                                                  | II. János ciprusi király * 1418. V. 16. † 1458. VII. 28. | II. János ciprusi király * 1418. V. 16. † 1458. VII. 28. |                                       |                                       |  |  |                                                        |                                                        | Palaiologosz Ilona * 1428 † 1458. IV. 11. | Palaiologosz Ilona * 1428 † 1458. IV. 11. |                             |                             |
|                                                  |                                                  |                                                          |                                                          |                                       |                                       |  |  |                                                        |                                                        |                                           |                                           |                             |                             |
|                                                  |                                                  |                                                          |                                                          |                                       |                                       |  |  |                                                        |                                                        |                                           |                                           |                             |                             |
|                                                  |                                                  |                                                          |                                                          |                                       |                                       |  |  |                                                        |                                                        |                                           |                                           |                             |                             |

|  |  | 1 Portugáliai János coimbrai herceg * 1431. IV. 14. † 1457. X. 7. OO 1456. XII. 21. | 1 Portugáliai János coimbrai herceg * 1431. IV. 14. † 1457. X. 7. OO 1456. XII. 21. | I. Sarolta * 1442. XII. † 1487. VII. 16.   | I. Sarolta * 1442. XII. † 1487. VII. 16. | 2 Savoyai Lajos ciprusi király * 1436. VI. 5. † 1482. VII. 16. OO 1459. X. 4. | 2 Savoyai Lajos ciprusi király * 1436. VI. 5. † 1482. VII. 16. OO 1459. X. 4. |  |  |
|  |  |                                                                                     |                                                                                     |                                            |                                          |                                                                               |                                                                               |  |  |
|  |  |                                                                                     |                                                                                     |                                            | 2                                        |                                                                               |                                                                               |  |  |
|  |  |                                                                                     |                                                                                     | Hugó (Henrik) * 1464 † 1464. VII. 4. előtt |                                          |                                                                               |                                                                               |  |  |